# Dani Albiar
Daniel Albiar Serrano  (Cartagena, 8 de enero de 2000) es un futbolista español que juega como mediocentro ofensivo ex del Almería y el FC Cartagena , actualmente milita en el "Lorca Deportiva" de la Tercera RFEF.

## Trayectoria
Nacido en la ciudad de Cartagena, se une al fútbol base de la UD Almería en 2013 con 13 años. Debuta con el filial el 22 de octubre de 2017, entrando como sustituto en la segunda parte de Sergio Pérez en un empate por 1-1 frente al CD Huétor Vega en la extinta Tercera División, donde además anotó su primer gol para dar el empate en los minutos finales.
Debuta con el primer equipo el 19 de diciembre de 2019 cuando reemplazó a José Romera en una derrota por 2-3 frente a la UD Tamaraceite en Copa del Rey. Su debut en liga llega el siguiente 26 de enero, sustituyendo a Iván Martos en una derrota por 0-2 frente al Elche CF en Segunda División. Unos meses después, el 13 de noviembre, renueva con el club almeriense hasta 2024 y ascendería al primer equipo a partir del próximo verano.
El 31 de agosto de 2021 se oficializa su incorporación al CD Alcoyano de la Primera RFEF en forma de cesión hasta final de temporada. Sin embargo, tras no jugar ningún partido entre liga y Copa, el 4 de enero de 2022 se oficializa el corte de su cesión para salir, también cedido, al FC Cartagena "B" en la Tercera División RFEF.
El 31 de agosto de 2023, tras rescindir su contrato con la UD Almería, firma por el FC Cartagena "B" de la Segunda RFEF.

## Clubes
| Club                      | País   | Año       |
| ------------------------- | ------ | --------- |
| UD Almería "B"            | España | 2017-2021 |
| UD Almería                | España | 2019-2023 |
| CD Alcoyano (cedido)      | España | 2021-2022 |
| FC Cartagena "B" (cedido) | España | 2022-2023 |
| FC Cartagena "B"          | España | 2023-Act. |